# Fernando Primo de Rivera y Sobremonte
Pour les articles homonymes, voir Fernando Primo de Rivera et Primo de Rivera.
 (octobre 2024).
Fernando Primo de Rivera y Sobremonte, né le 24 juillet 1831 à Séville et mort le 23 mai 1921 à Madrid est un général et homme politique espagnol. Gouverneur à deux reprises des Philippines il est Ministre de la Guerre de deux gouvernements conservateurs présidés par Antonio Maura et Eduardo Dato. 

## Biographie
Fils du marin José Primo de Rivera (marin) (es), il est issu d'une famille de militaires. Il embrasse lui-même la carrière des armes et participe à de nombreux conflits dans lesquels l'Espagne est impliquée au cours du XIXe siècle. Il est blessé lors de la bataille de Montecristi pendant la guerre de restauration dominicaine (1863-1865), il combat pendant la troisième guerre carliste (1872-1876) lors de laquelle les troupes qu'il commande s'emparent d'Estella. En récompense, le roi Alphonse XII lui accorde le titre de marquis d'Estella et lui décerne la croix de San Fernando. Il est nommé capitaine général des Philippines en 1895. Il signe avec le leader indépendantiste Emilio Aguinaldo le pacte de Biak-na-Bato le 14 décembre 1897, par lequel ce dernier accepte de s'exiler volontairement à Hong Kong en échange d'une indemnité financière et de l'amnistie des combattants philippins.
Il est ministre de la guerre du second gouvernement d'Antonio Maura en 1907, puis de nouveau dans le gouvernement d'Eduardo Dato en 1917.

## Vie privée
Il est l'oncle du dictateur Miguel Primo de Rivera.